# Regula Pestalozzi
Regula Pestalozzi, Geburtsname Regula Henggeler, (* 1. November 1921 in Zürich; † 15. Juli 2000 ebenda; heimatberechtigt ebenda) war eine Schweizer Rechtsanwältin und Politikerin (FDP).

## Biografie
Ihr Vater war der Rechtsanwalt Josef Henggeler (1886–1952), der 1911 in Zürich eine Anwaltskanzlei gründete, ihre Mutter Emma, geb. Mölich (* 1885), war ebenfalls Anwältin.
Nach dem Studium der Rechtswissenschaften an den Universitäten Zürich und Genf wurde sie im Jahr 1948 an der Universität Zürich promoviert und erhielt 1959 das Anwaltspatent. Sie arbeitete fortan in der gemeinsamen Anwaltskanzlei mit ihrem Ehemann Anton Pestalozzi (1915–2007), den sie 1944 geheiratet hatte. Von 1967 bis 1970 war sie Präsidentin der juristischen Kommission der Frauenzentrale Zürich. Im Bund Schweizerischer Frauenvereine war sie von 1968 bis 1979 im Vorstand und von 1971 bis 1974 Präsidentin. In den Jahren 1978 bis 1987 war sie im Vorstand des Schweizerischen Evangelischen Kirchenbundes.
Ab 1970 war sie in der Parteileitung der FDP des Kantons Zürich und sass von 1971 bis 1975 im Kantonsrat. Zwischen 1974 und 1978 war sie im Stadtrat die Vorsteherin des Gesundheits- und Wirtschaftsamts.
Pestalozzi war aufgrund einer von ihr erstatteten Strafanzeige wegen Sterbehilfe gegen Urs Peter Haemmerli, Chefarzt der medizinischen Abteilung im Stadtspital Triemli, umstritten («Affäre Haemmerli»). Ab dem Jahr 1978 war sie wieder als Anwältin tätig.
Im Jahr 2000 wurde sie gemeinsam mit ihrem Ehemann Ehrenmitglied des Deutschen Archäologischen Instituts. 2001 wurde die Regula Pestalozzi Stiftung gegründet, deren Ziel die finanzielle Förderung der archäologischen Forschung insbesondere in Olympia ist, wobei die finanzielle Unterstützung von Forschungsinstituten im In- und Ausland, z. B. des Deutschen Archäologischen Instituts, im Vordergrund steht.

## Schriften
- Die Namenaktie und ihre Vinkulierung. Sauerländer, Aarau 1948. (Zürcher Beiträge zur Rechtswissenschaft N.F.; 142). (Diss. iur. Univ. Zürich).
- Zur Spaltung der Aktienrechte bei vinkulierten Namenaktien. In: Schweizerische Juristen-Zeitung 56 (1960), H. 21 und 22, S. 321ff. (auch separat).
- Die Stellung der Schweizerfrau im Jahre 1973. Pro Helvetia, Zürich 1973.